# Høylandet
Høylandet è un comune norvegese della contea di Trøndelag.